# Березанцева, Татьяна Борисовна
Татьяна Борисовна Березанцева (30 сентября 1912, Москва — 20 марта 1994, Москва) — советский режиссёр кино и дубляжа, сценарист, директор картины. В годы Великой Отечественной войны была агентом НКВД.

## Биография
Родилась 30 сентября 1912 года[по какому календарю?] в Москве в семье известного московского врача, профессора-психоневролога Бориса Александровича Березанцева.
Окончила балетный техникум при Большом театре в 1931 году. Через два года поступила на сценарный факультет ВГИКа. В 1935—1936 годах училась в ГИТИСе на режиссёрском факультете. В 1941 году окончила его экстерном. С 1941 по 1946 годы работала в «Совэкспортфильме». Татьяна Борисовна дублировала советские фильмы в Париже.
В годы Великой Отечественной войны была агентом НКВД. Участвовала в операции «Монастырь». Во время операции она познакомилась со своим будущем мужем — также агентом НКВД А. П. Демьяновым. У них начался роман. В спецслужбе они проходили под псевдонимами «Гейне» и «Борисовна». К оперативной работе Татьяна Березанцева привлекла и своего отца, который будучи врачом, принимал на дому сотрудников дипломатических миссий.
25 апреля 1944 года награждена медалью «За трудовое отличие» за № 29756, а 16 августа 1944 года — медалью «За оборону Москвы». После войны награждена медалью «За боевые заслуги».
После войны работала ассистентом режиссёра на нескольких советских фильмах. С 1953 по 1955 год была аспиранткой ВГИКа.
В 1965—1978 годы работала режиссёром дубляжа. Березанцева являлась соавтором сценариев некоторых собственных фильмов.
Муж — Александр Петрович Демьянов (1910—1975).
Умерла 20 марта 1994 года в Москве, похоронена на Введенском кладбище (уч. 16).

## Фильмография

### Режиссёр
- 1956 — Как он лгал её мужу
- 1956 — Как Джанни попал в ад (фильм-спектакль)
- 1958 — Тревожная ночь
- 1959 — Лейли и Меджнун (фильм-балет)
- 1962 — Дуэль (совместно с Л. Рудником)
- 1962 — Остров Ольховый
- 1965 — При попытке к бегству
- 1978 — Старомодная комедия (совместно с Э. Савельевой)
- 1983 — Любовью за любовь

### Сценарист
- 1956 — Как Джанни попал в ад (фильм-спектакль)
- 1962 — Дуэль
- 1983 — Любовью за любовь

### Директор фильма
- 1955 — Попрыгунья

### Режиссёр дубляжа
- 1962 — 300 спартанцев / The 300 Spartans
- 1966 — Тени над Нотр-Дам / Schatten über Notre Dame
- 1966 — Сага о викинге / Den røde kappe
- 1966 — Самозванец с гитарой / Mocne uderzenie
- 1966 — Убийство по-чешски / Vrazda po cesku
- 1966 — Почему ты молчишь? (Азербайджанфильм)
- 1967 — Один человек лишний / Un homme de trop
- 1967 — Каринэ
- 1968 — Легенда о снежной женщине / Kaidan yukijorô
- 1968 — Галилео Галилей / Galileo
- 1968 — Кукла / Lalka
- 1968 — Смерть индейца Джо / Moartea lui Joe Indianul
- 1968 — Сын прокурора / Duniya
- 1969 — Человек с ордером на квартиру / Czlowiek z M-3
- 1970 — Украли Старого Тоомаса / Varastati Vana Toomas
- 1973 — Бегство в Ропотамо / Byagstvo v Ropotamo